# Crucihimalaya lasiocarpa
Crucihimalaya lasiocarpa är en korsblommig växtart som först beskrevs av Joseph Dalton Hooker och Thomas Thomson, och fick sitt nu gällande namn av Al-shehbaz, O'kane och Robert A. Price. Crucihimalaya lasiocarpa ingår i släktet Crucihimalaya, och familjen korsblommiga växter. Inga underarter finns listade i Catalogue of Life.